# Šentvid pri Planini
Šentvid pri Planini este o localitate din comuna Šentjur, Slovenia, cu o populație de 109 locuitori.